# Полтва (зупинний пункт)
Полтва — пасажирський зупинний пункт Львівської дирекції Львівської залізниці на електрифікованій лінії Тернопіль — Львів між станціями Задвір'я (3,5 км) та Красне (10 км). Розташований в однойменному селі Золочівського району Львівської області.

## Історія
У 1966 році зупинний пункт електрифікований змінним струмом (~25 кВ) в складі  дільниці Красне — Львів.

## Пасажирське сполучення
На платформі Полтва зупиняються поїзди приміського сполучення до станцій Львів, Здолбунів, Золочів та Тернопіль.